# Alessandro D'Alatri
Alessandro D'Alatri (Roma, 24 febbraio 1955 – Roma, 3 maggio 2023) è stato un regista, sceneggiatore e attore italiano.

## Biografia
Iniziò a recitare giovanissimo. Fece il suo debutto nel 1969 nel film Il ragazzo dagli occhi chiari di Emilio Marsili; l'anno seguente recitò nel film Il giardino dei Finzi Contini di Vittorio De Sica. Passò alla regia nei primi anni ottanta, dirigendo più di 100 spot pubblicitari che ottennero ottimi riconoscimenti. Nel 1991 realizzò il suo primo film Americano rosso, con il quale vinse il David di Donatello e il Ciak d'oro come miglior film esordio.
Nel 1993 diresse Kim Rossi Stuart in Senza pelle, film che presenterà a Cannes nella sezione Quinzaine des réalisateurs. Realizzò uno speciale per la TV su Sergio Citti e successivamente un documentario dal titolo Il prezzo dell'innocenza che raccontava la prostituzione infantile in Thailandia. Nel 1997 progettò anche un film in lingua inglese, Bravo Randy, che doveva vedere tra gli interpreti Valeria Golino e Jovanotti, suo amico da anni. Il film tuttavia non venne mai girato, per problemi di budget.
Nel 1998 reclutò ancora Kim Rossi Stuart, stavolta per I giardini dell'Eden, in concorso alla Mostra del cinema di Venezia. Nel 2000 vinse il Leone d'argento al festival della pubblicità di Cannes, per lo spot della posta prioritaria. Nel 2002 diresse il debuttante Fabio Volo in Casomai, che ottenne un ottimo successo di critica e pubblico e che permise all'altra interprete del film, Stefania Rocca, di essere candidata al Nastro d'argento come miglior attrice.
Nel 2005 tornò a ingaggiare Fabio Volo nel film La febbre, in cui raccontò la vita di provincia immobile e lenta. Nel 2006 diresse Commediasexi con Sergio Rubini, Paolo Bonolis, Margherita Buy, Stefania Rocca, Elena Santarelli, Rocco Papaleo e Michele Placido. Nel 2008 vinse il premio "Città di Trieste", Alabarda d'oro riconoscimento alla carriera per il cinema. Nello stesso anno gli venne consegnato l'Angelo alla carriera nel corso del festival cinematografico "Cielo e Terra" di Terni, che gli rese omaggio anche con una proiezione di I giardini dell'Eden.
Nel 2008 realizzò per la Rai un'innovativa ed ironica campagna di spot pubblicitari televisivi per il canone d'abbonamento dove noti personaggi storici (Adamo ed Eva, Dante Alighieri, Galileo Galilei, Napoleone, Robespierre, Karl Marx) guardando i programmi Rai modificavano i loro comportamenti e le loro decisioni. Nel 2009 fu il regista del videoclip di Ancora qui, il singolo con cui Renato Zero ritornò protagonista della scena musicale italiana.
Nel febbraio del 2009 fu di nuovo a Terni per partecipare al festival "StraValentino" dove presentò Casomai e annunciò l'intenzione di portare sullo schermo il romanzo In bilico sul mare di Anna Pavignano, sceneggiatrice dello stesso Casomai. Sempre nel 2009 fu presidente di Giuria per l'assegnazione dell'Alabarda d'oro, premio "Città di Trieste" della sezione speciale "Cinema".
Fu docente del corso di Filmmaker alla ACT MULTIMEDIA, la scuola di cinema a Cinecittà.
Nell'aprile 2010 uscì Sul mare, film di cui D'Alatri era sceneggiatore e regista, vincitore del premio speciale 2010 al festival Alabarda d'oro. Nella stagione teatrale 2013 fu il regista dello spettacolo Quando la moglie è in vacanza di George Axelrod, con Massimo Ghini ed Elena Santarelli e le musiche di Renato Zero.
Malato da tempo, D'Alatri è morto il 3 maggio del 2023 a 68 anni. La camera ardente è stata allestita il 6 maggio nel Teatro India a Roma e nella stessa sala è stato poi celebrato il funerale laico.

## Filmografia

### Regista

#### Cinema
- Americano rosso (1991)
- Senza pelle (1994)
- Il prezzo dell'innocenza – documentario (1996)
- I giardini dell'Eden (1998)
- Casomai (2002)
- La febbre (2005)
- Commediasexi (2006)
- Sul mare (2010)
- The Startup (2017)

#### Televisione
- Ritratti d'autore – serie TV, 1 episodio (1996)
- Alfabeto italiano – serie TV, 1 episodio (1998)
- La scuola della notte – film TV (2017)
- La legge del numero uno – film TV (2017)
- In punta di piedi – film TV (2018)
- I bastardi di Pizzofalcone – serie TV, 6 episodi (2018)
- Il commissario Ricciardi – serie TV, 6 episodi (2021)
- Un professore – serie TV, 12 episodi (2021)

#### Videoclip
- Elisa - Heaven Out of Hell (2001)
- Articolo 31 - Non è un film (2002)
- Negramaro - Mentre tutto scorre (2005)
- Laura Pausini - Invece no / En cambio no (2008)
- Renato Zero - Ancora qui (2009) e Alla fine (2013)
- Chiara Galiazzo - Vieni con me (2013)

### Sceneggiatore

#### Cinema
- Senza pelle (1994)
- I giardini dell'Eden (1998)
- Casomai (2002) – soggetto
- La febbre (2005)
- Commediasexi (2006)
- Sul mare (2010)
- The Startup (2017)

#### Televisione
- Alfabeto italiano – serie TV, 1 episodio (1998)

### Attore

#### Cinema
- Il ragazzo dagli occhi chiari, regia di Emilio Marsili (1970)
- Il giardino dei Finzi Contini, regia di Vittorio De Sica (1970)

#### Televisione
- I fratelli Karamazov – miniserie TV, 4 episodi (1969)
- Viaggio di ritorno, regia di Enrico Colosimo – film TV (1970)
- Una mattina come le altre, regia di Francesco Barilli – film TV (1981)

## Riconoscimenti
- David di Donatello
  - 1991 – Miglior regista esordiente per Americano rosso
  - 1995 – Migliore sceneggiatura per Senza pelle
- Ciak d'oro
  - 1992 – Migliore opera per Americano rosso[4]
  - 1995 – Migliore sceneggiatura per Senza pelle[4]